# Leif Mortensen (calciatore)
Leif Mortensen (Copenaghen, 16 agosto 1940) è un ex calciatore danese, di ruolo centrocampista.

## Carriera

### Club
Mortensen iniziò la sua carriera nelle giovanili del Kjøbenhavns Boldklub (o, più semplicemente, KB), con il quale poi esordì come professionista nel 1958 ricoprendo il ruolo di ala. Nel 1961 venne acquistato dall'Udinese, militante nella Serie A italiana, con la quale giocò solo per una stagione marcando 5 presenze, prima di tornare al KB nel 1962. Nel 1964, dopo due stagioni in patria e dopo aver partecipato alla Coppa delle Fiere 1964-1965 (nella quale segnò una rete ininfluente, in quanto la sua squadra venne sconfitta ed eliminata dagli olandesi del DOS Utrecht), venne ceduto agli scozzesi dell'Aberdeen F.C. militante in Prima Divisione, nel quale esordì il 27 gennaio 1965 e dove restò per due stagioni raccogliendo 15 presenze ed una rete. Ha successivamente giocato per il Greenock Morton, sempre in Scozia.

### Nazionale
Mortensen venne convocato nel 1958 nella Danimarca under 19 (amichevole contro i pari età della Norvegia under 19, vinta per 3-2). Nel 1961 venne convocato in due occasioni anche per la Danimarca under 21: la prima il 28 maggio, nell'amichevole contro la Germania Est under 21 persa per 1-2, la seconda il 18 giugno contro la Svezia under 21, gara pareggiata 2-2.